# خوان دياز دي سوليس
خوان دياز دي سوليس مستكشف أسباني ولد تقريبا عام 1470 وزار أمريكا الوسطى عام 1508 مع فيسينتي يانييز بنزون وفي 1515 ترك إسبانيا مع ثلاثة سفن وتفويض لاستكشاف الأراضي الموجودة 8000 كم جنوب بنما فوصل إلى ريو دي لا بلاتا في العام اللاحق فسماه مار دولسي أو البحر الحلو وسما الأرض مارتن غارسيا على اسم أحد أفراد طاقمه الذين ماتوا ثم توغل في نهر أوروغواي وحط على الضفة الشرقية في دولة أوروغواي الآن، ولكن تم قتله وأكله مع من نزلوا من المركب معه أمام بقية أفراد الطاقم من قبل هنود التشاروا إلا واحدا اسمه فرانسيسكو دي بويرتو. ويظن الباحثون أنها كذبة اختلقها الطاقم بعد أن قتلوه في تمرد.
الناجون أبحروا على أسبانيا إلا سفينة واحدة غرقت في سانتا كاتارينا وأعطوا معلومات لسباستيان كابوت الذي ذهب في رحلة لاحقة عام 1526 وقالوا أن هناك ثروة عظيمة في الداخل وأبحر حتى نهر بارانا.